# Rusko
Christopher Mercer, mais conhecido como Rusko, é um músico que geralmente produz sob influências dos gêneros dubstep e drum and bass. Nasceu em 26 de janeiro de 1985, em Leeds, Inglaterra.

## Discografia

### Álbuns
- Caspa & Rusko - FabricLive.37 - Dezembro de 2007
- O.M.G.! - Maio de 2010
- DJ REYVA (a ser lançado em 2012)

### EP e Singles
- "SNES Dub" 2006 (Dub Police)
- "Acton Dread" 2007 (Dub Police)
- "Cockney Flute" 2007 (Dub Police)
- "Babylon: Volume 1" 2007 (Sub Soldiers)
- "BetaMax" 2007 (Veri Lo Records)
- "William H Tonkers" 2007 (2nd Drop Records)
- "Roma" 2007 (2nd Drop Records)
- "Dubstep Warz" 2008 (Dub Files)
- "Get Your Cock Out" 2008 (Dub Files)
- "Acton Dread Remix" 2008 (Dub Thiefs)
- "Gone 2 Far" 2008 (Sub Soldiers)
- "2 N A Q" 2008 (Sub Soldiers)
- "Mr. Chips" 2008 (Sub Soldiers)
- "Hammertime" 2008 (Sub Soldiers)
- "Cockney Thug" 2009 (Sub Soldiers)
- "Woo Boost" 2010 (Mad Decent) #194 UK
- "Hold On (feat Amber Coffman)" 2010 (Mad Decent) #96 UK
- "Everyday" 2011 (Mad Decent) #106 UK[7]

### Remixes
- 2007 Mike Lennon - "When Science Fails Remix" (Z Audio)
- 2008 Kid CuDi - "Day 'N Night"
- 2008 D. Kay - "Fire Remix" (Not on Label)
- 2008 Audio Bullys - "Flickery Vision (Ruskos Staying Awake Remix)" (Vizo Records)
- 2008 HK119 - "C'est La Vie" (Rusko Masher) (One Little Indian)
- 2008 L-Wiz - "Girl From Codeine City" (Dub Thiefs)
- 2009 The Prodigy - "Take Me to the Hospital" (Rusko Remix) (Ministry of Sound)
- 2009 Skunk Anansie - "I Can Dream Remix" (One Little Indian)
- 2009 Lady GaGa - "Alejandro (Rusko's Pupuseria Remix)" (Not on Label)
- 2009 Basement Jaxx - "Feelings Gone (Rusko Remix)" (XL Recordings)
- 2009 Little Boots - "Remedy (Rusko's Big Trainers Remix)" (679)
- 2010 Kid Sister - "Pro Nails (Rusko Remix)" (Asylum Records)
- 2010 Kelis - "4th of July (Rusko Remix)" (Interscope Records)
- 2010 Rusko - "Bionic Commando (Rusko Remix)" (Not on Label)
- 2010 Sub Focus - "Splash" (RAM Records)
- 2010 Rusko - "Gadget GoGo" (Not on Label)